# Мидлтаун-роуд (линия Пелем, Ай-ар-ти)
|   |   |   |   |   |
| · | · | · | · | · |

|   |   |   |   |   |
| · | · | · | · | · |

«Мидлтаун-роуд» (англ. Middletown Road) — станция Нью-Йоркского метрополитена, расположенная на линии Пелем, Ай-ар-ти. Станция находится в Бронксе, в округе Пелем-Бей, на пересечении Уэстчестер-авеню и Миддлтаун-роуд. На станции останавливаются маршруты 6 (круглосуточно, кроме будней днём в пиковом направлении) и <6> (в будни днём в пиковом направлении).
Станция была открыта 24 октября 1920 года, и представлена двумя боковыми платформами, обслуживающими только локальные пути. Центральный экспресс-путь не оборудован платформой и не используется для маршрутного движения поездов.
К югу от станции имеется ответвление от путей, идущее в депо «Уэстчестер».